# Distretto di Brăila
Il distretto di Brăila (in romeno Județul Brăila) è uno dei 41 distretti della Romania, ubicato nella regione storica della Muntenia.

## Centri principali
| Comune                  | Abitanti |
| ----------------------- | -------- |
| Brăila                  | 215 316  |
| Ianca                   | 11 227   |
| Însurǎței               | 7 265    |
| Viziru                  | 6 090    |
| Tufești                 | 5 774    |
| Chiscani                | 5 612    |
| Dati del 1º luglio 2007 |          |

## Geografia antropica

### Suddivisioni amministrative
Il distretto è composto da un municipio, 3 città e 40 comuni.

#### Municipi
- Brăila

#### Città
- Făurei
- Ianca
- Însurǎței

#### Comuni
- Bărăganul
- Berteștii de Jos
- Bordei Verde
- Cazasu
- Chiscani
- Ciocile
- Cireșu
- Dudești

- Frecăței
- Galbenu
- Gemenele
- Grădiștea
- Gropeni
- Jirlău
- Mărașu
- Măxineni

- Mircea Vodă
- Movila Miresii
- Racovița
- Râmnicelu
- Romanu
- Roșiori
- Salcia Tudor
- Scorțaru Nou

- Siliștea
- Stăncuța
- Surdila-Găiseanca
- Surdila-Greci
- Șuțești
- Tichilești
- Traian
- Tudor Vladimirescu

- Tufești
- Ulmu
- Unirea
- Vădeni
- Victoria
- Vișani
- Viziru
- Zăvoaia